# Peter F. Hamilton
Peter F. Hamilton (Rutland, Inglaterra, Reino Unido, 2 de marzo de 1960) es un escritor británico de ciencia ficción, especializado en el subgénero de la ópera espacial. Ha vendido más de dos millones de copias de sus libros, lo que lo convierten en el autor británico más vendido en este género de la ciencia ficción. Vive en Rutland, cerca de Rutland Water.

## Biografía
Peter F. Hamilton nació en Rutland, Inglaterra, el 2 de marzo de 1960. Desde joven leyó ciencia ficción. No acudió a la Universidad, sin embargo, estudió ciencias en el colegio hasta los dieciocho años y continuó leyendo y formándose de manera autodidacta en la biblioteca local con libros de ciencia y tecnología. También se interesó por la aviación y la tecnología aeronáutica.
Comenzó a escribir de manera profesional en 1987 cuando tenía 27 años porque necesitaba un empleo en casa o cerca para poder cuidar a su madre enferma. En esa época estuvo fuertemente influenciado por el bioquímico y escritor Isaac Asimov y consiguió vender su primer cuento a la revista Fear en 1988. Publicó su primera novela, Mindstar Rising, en 1993, seguida por A Quantum Murder y The Nano Flower. Tras estos libros escribió una space opera, llamada The Night's Dawn Trilogy.[cita requerida]